# Haramiyavia clemmenseni
Haramiyavia clemmenseni è un mammaliaforme estinto, appartenente agli aramiidi. Visse nel Triassico superiore (Retico, circa 205 - 202 milioni di anni fa) e i suoi resti fossili sono stati ritrovati in Groenlandia.

## Descrizione
Questo animale è noto solo grazie ad alcune mandibole, un frammento di mascella e resti postcranici molto parziali, ed è quindi impossibile ricostruirne fedelmente l'aspetto. Probabilmente assomigliava vagamente a un toporagno, e le dimensioni erano ridotte (il solo cranio doveva misurare circa 3,5 centimetri). La mandibola era allungata e relativamente snella; gli incisivi erano ben sviluppati e sporgenti in avanti, ed era presente un diastema tra i denti anteriori e quelli posteriori. I premolari erano a struttura semplice, mentre i denti molariformi erano più grandi e dotati di numerose cuspidi. 
Uno studio mediante tomografia assiale computerizzata ha messo in luce ulteriori dettagli della mandibola, come la presenza di un condilo dell'osso dentale e di un foro postdentale per l'inserzione mandibolare dell'orecchio medio (una condizione transizionale tra i predecessori dei mammiferi e i mammiferi veri e propri). Lo studio dell'usura dentaria mediante microscopio ha inoltre dimostrato che Haramyiavia non aveva il caratteristico pattern di occlusione dentale tipico dei multitubercolati (minimo movimento ortale ma notevole movimento occlusale palinale), ma una notevole occlusione ortale (con la più alta delle cuspidi linguali dei molari inferiori che andava a inserirsi nell'insenatura linguale dei molari superiori), seguita da un corto movimento palinale lungo le file di cuspidi tra molari superiori e inferiori (Luo et al., 2015).

## Classificazione
Haramiyavia clemmenseni venne descritto per la prima volta nel 1997 sulla base di resti fossili ritrovati in terreni risalenti al Retico della Groenlandia orientale. Questo animale è un rappresentante degli aramiidi, un gruppo di mammaliaformi poco noti, fino ad allora conosciuti per denti isolati la cui forma richiamava quella dei multitubercolati. Lo studio dei fossili di Haramiyavia ha permesso di constatare che gli aramiidi non erano stretti parenti dei multitubercolati (e quindi veri e propri mammiferi), ma erano invece un gruppo di mammaliaformi triassici affini ai veri mammiferi ma dotati di un pattern di occlusione dentaria molti differente da quello dei multitubercolati (Luo et al., 2015).

## Paleoecologia
La morfologia dei denti e il pattern di occlusione dentaria di Haramiyavia indicano che questo animale doveva avere una dieta a base di piante, contrariamente alla grande maggioranza dei mammaliaformi del Triassico e del Giurassico inferiore.